# Цзянь (правитель Бохая)
Цзянь (личное имя Мин-чун) (кор. Кан-ван\Мёнчхун) — девятый император государства Бохай, правивший в 817—818 годах. Девиз правления — Тай-ши (кор. Тхэси).